# Ludwig von Wylich und Lottum
Ludwig von Wylich und Lottum (* 1683; † 11. Juni 1729) war ein königlich preußischer Generalmajor sowie Landdrost in Kleve.
Ludwig kam aus dem alten klevischen Adelsgeschlecht der Wylich und Lottum und war der Sohn von Feldmarschall Philipp Karl von Wylich und Lottum und dessen erster Frau Maria Dorothea von Schwerin (1662–1695). Auch sein Bruder Johann Christoph von Wylich und Lottum wurde preußischer General.
Er kämpfte im Regiment seines Vaters in Holland. Am 10. Juni 1708 wurde er Oberstleutnant und am 17. Juni 1714 Oberst. Im Jahr 1717 bekam er das Kürassier-Regiment Nr. 7. Am 16. Juni 1721 wurde er zum Generalmajor ernannt.

## Familie
Er war mit Anna Francelina (Franzelline) Louise von Wylich aus dem Haus Kervendonk verheiratet. Sie war die Witwe von Johann Paul von Fuchs (1676–1712), dieser war königlich preußischer Hof- und Legationsrath, später Oberappellationsgerichtsrats in Ravensburg. Das Paar hatte keine Kinder. Freiwillig war die Hochzeit auch nicht. König Friedrich Wilhelm I. hatte sie angeordnet, um mit dem Erbe die Spielschulden des Generals zu decken. Um die Heirat durchzusetzen, wurden zwei Kompanien Soldaten nach Fuchshöfen im Kreis Königsberg – dem Wohnsitz der Witwe – geschickt.
Die Tochter aus erster Ehe Anna Louise Sophie von Fuchs (1703–1773) erbte das Land schließlich und machte daraus das Kunkellehen Fuchshöfen.